# Johann von Hiller
Johann von Hiller (Brody, 10 giugno 1754 – Leopoli, 5 giugno 1819) è stato un generale austriaco.

## Biografia

### L'inizio della carriera
Von Hiller, nato in una famiglia di tradizioni militari, prestò servizio come cadetto nel reggimento di Sassonia e come luogotenente dei dragoni del Württemberg e divenne quindi capitano di un reggimento confinario nel 1774.
Hiller combatté nel teatro prussiano durante la Guerra di Successione bavarese (1778–1779) e si distinse nella Guerra austro-turca (1787–1792) per il suo vigore dimostrato in Croazia, episodio dopo il quale venne nominato luogotenente-colonnello nel 1788 ed ottenne la croce di Cavaliere dell'Ordine militare di Maria Teresa. Durante l'Assedio di Berbir, von Hiller si distinse nuovamente negli scontri e venne promosso colonnello. Egli prestò servizio come Generale come aiutante generale del Feldmaresciallo Ernst von Laudon, per poi ritornare a comando del reggimento confinario di cui era stato già capitano.

### Le guerre rivoluzionarie francesi
promosso Maggiore-Generale nel 1794, von Hiller venne assegnato all'armata d'Italia prestando servizio come quartiermastro generale in Lombardia. Nel 1796 von Hiller comandò una brigata dell'armata del Reno, ma il suo stato di salute lo costrinse a ritirarsi. Egli ritornò in servizio nel 1798 per prendere parte alla campagna militare contro i francesi in Svizzera. Egli venne ferito nella prima battaglia di Zurigo il 4 giugno 1799. Promosso luogotenente-feldmaresciallo nel 1800, venne successivamente posto al comando del distretto militare di Zagabria in Croazia.

### Le guerre napoleoniche
Comandante del distretto del Tirolo dal 1801 al 1805, mantenne la sua posizione senza particolari scontri. A seguito della firma della pace nel 1805 venne nominato comandante della fortezza di Salisburgo e dell'Alta Austria.
Quando la guerra con la Francia si riaprì nel 1809, von Hiller ottenne il comando del VI Armee Korps coprendo l'ala sinistra del corpo centrale dell'armata austriaca. Quando Napoleone Bonaparte sconfisse gli austriaci il 20 aprile di quello stesso anno nella battaglia di Abensberg, Hiller giunse sul campo e prese il comando della V, VI e VII Reserve Armeekorps. Sconfitto ad Abensberg e il 21 aprile a Landshut, venne separato dal grosso dell'armata austriaca. Il 22 aprile l'arciduca Carlo d'Asburgo-Teschen venne battuto nella battaglia di Eckmühl e venne costretto a ritirarsi. Non avendo realizzato di essere rimasto solo sul campo, Hiller attaccò il maresciallo di Francia Jean-Baptiste Bessieres ed ottenne una piccola vittoria nella battaglia di Neumarkt il 24 aprile anche se il 3 maggio dovette già ritirarsi verso Linz dopo la sconfitta nella battaglia di Ebersberg.
Nella battaglia di Aspern-Essling, von Hiller comandò l'ala all'estrema destra delle forze austriache, contribuendo significativamente alla vittoria austriaca. Egli rinunciò al comando poco prima della battaglia di Wagram. Nell'agosto del 1809 Francesco I d'Austria lo nominò Feldzeugmeister.
Dopo la firma della pace con la Francia, von Hiller venne nominato comandante generale della Croazia e nel 1811 della Slavonia e della Stiria. Nel 1813 fu comandante nel teatro di scontri italiano opponendosi all'esercito di Eugène de Beauharnais. Anche se von Hiller non venne sconfitto, le sue indecisioni non portarono mai ad una decisiva vittoria e come tale venne sostituito dal conte Heinrich von Bellegarde.
Nel 1814 fu appuntato comandante generale in Galizia. Qui rimase fino alla morte, avvenuta il 5 giugno 1819 a Leopoli.